# Серембан
Серемба́н (малайск. Seremban / سرمبن) — город в Малайзии, столица штата Негери-Сембелан.

## География
Город расположен в 30 км от побережья, в долине реки Лигги, у подножьев горного хребта Титивангса. Местность главным образом холмистая, почвы — красные латеритовые, подходящие для выращивания каучуконосов и масленичной пальмы. Это делает Серембан важным сельскохозяйственным центром.
Во времена бурной добычи олова, река Логги была главным транспортным торговым путём. Сегодня — это главный источник воды для Серембана и всего Негери-Сембелана. Климат, как и в большей части западной Малайзии, жаркий и влажный, со средними температурами 27-30 ºС.

## Транспорт

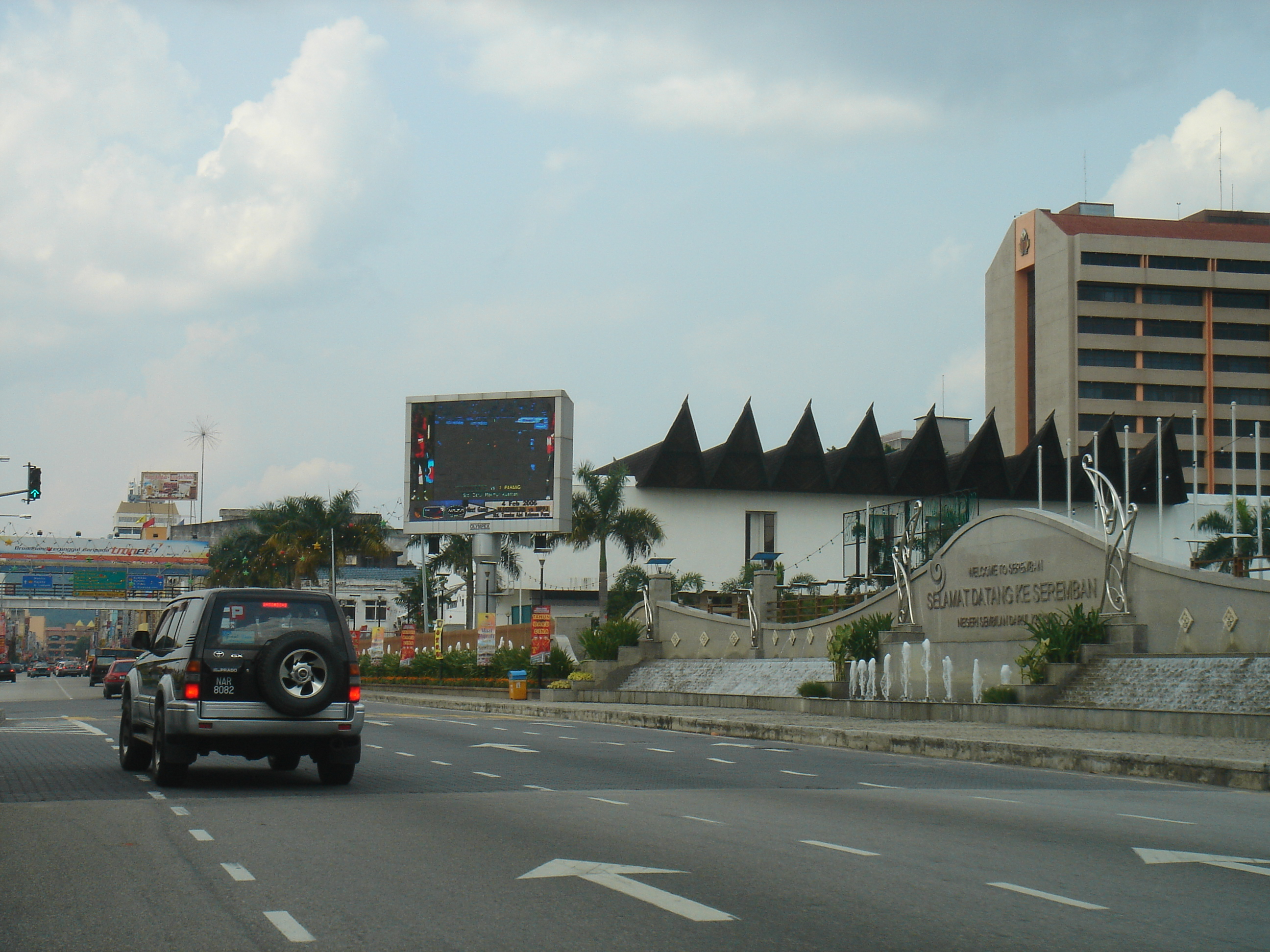
Главное шоссе города

Железнодорожное сообщение впервые появилось в конце 1890-х, до сих пор Серембан является одной из главных станций на линии Куала-Лумпур — Сингапур. Станция Серембан обслуживает также пригородную железнодорожную сеть.
Через город также проходит федеральная трасса № 1, соединяющая главные города на западе полуострова Малакка. Кроме того, город соединён с городами Куала-Клаванг и Куала-Пилах (на востоке) и Порт-Диксон (на западном побережье).
Негери-Сембелан — один из двух штатов страны, не имеющих аэропортов, однако международный аэропорт Куала-Лумпура (Kuala Lumpur International Airport) находится менее чем в 30 минутах езды от Серембана, что делает этот аэропорт даже ближе к Серембану, чем к столице страны.

## Культура
Исторически, Негери-Сембелан является центром культуры минангкабау в Малайзии. Название этого народа с малайского означает «побеждающий буйвола», для них характерна уникальная архитектура крыш, напоминающая рога буйвола. Многим зданиям Серембана присущи эти черты.

## Достопримечательности
- Культовые сооружения 7 конфессий:
  - Мечети: Masjid Negeri Sembilan, Masjid Jamek,
  - Католическая церковь: Church of the Visitation (по состоянию на январь 2011 г. находится на реконструкции),
  - англиканская церковь: St.Mark’s church,
  - Индуистский храм: Sri Bala Thandaythapani Temple,
  - Сикхский храм (Gurdwara Sahib Seremban, 1905),
  - церковь методистов: Wesley Methodist Church, 1920,
  - даосский храм: Liesheng Temple,
- Здания в колониальном стиле:
  - Публичная библиотека (Perpustakaan awam, до независимости — Old Secretarial building, 1912) c фонтаном,
  - Комплекс ремесленного творчества (Craft Complex),
  - дворец Istana Hinggap,
  - резиденция премьер-министра (Menteri Besar Residence),
  - Dewan Perekti,
  - средняя школа короля Георга V,
  - железнодорожный вокзал,
- Здания в стиле минангкабау:
  - Городской зал (Dewan Perbandaran Seremban),
  - Wisma Negeri,
  - Minangkabau House,
- Парки и сады:
  - озерный парк с фонтанами и ночной подсветкой,
  - парк Taman Malaysia с висячим мостом,
  - сад гибискусов,
  - японский сад,
- зоопарки Seremban Animal Park и Mini Zoo,
- Комплекс музея штата (Muzium Negeri Sembilan), центра культуры и искусств (Arts&Culture Centre) и дворца Ampang Tinggi,
- «старый город» — кварталы с низкоэтажной застройкой в колониальном и мавританском стилях,
- площадь Padang с флагом штата на высоком флагштоке,

Больше фотографий достопримечательностей можно найти в галерее статьи на английском языке.

## Города-побратимы
- Дунгуань, КНР
- Бандунг, Индонезия
- Букиттинги, Индонезия
- Паданг, Индонезия

## Галерея

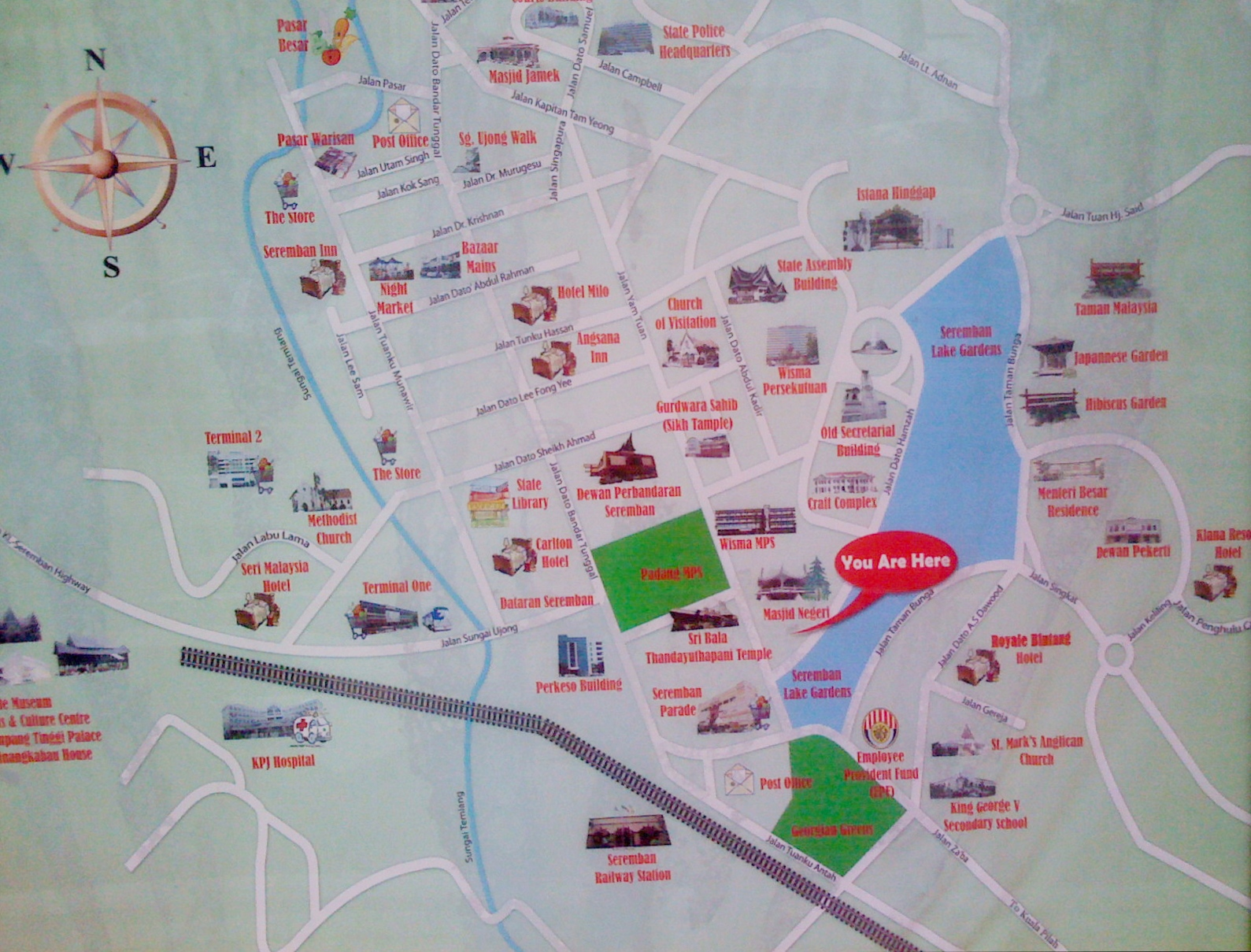
Уличная карта достопримечательностей Серембана
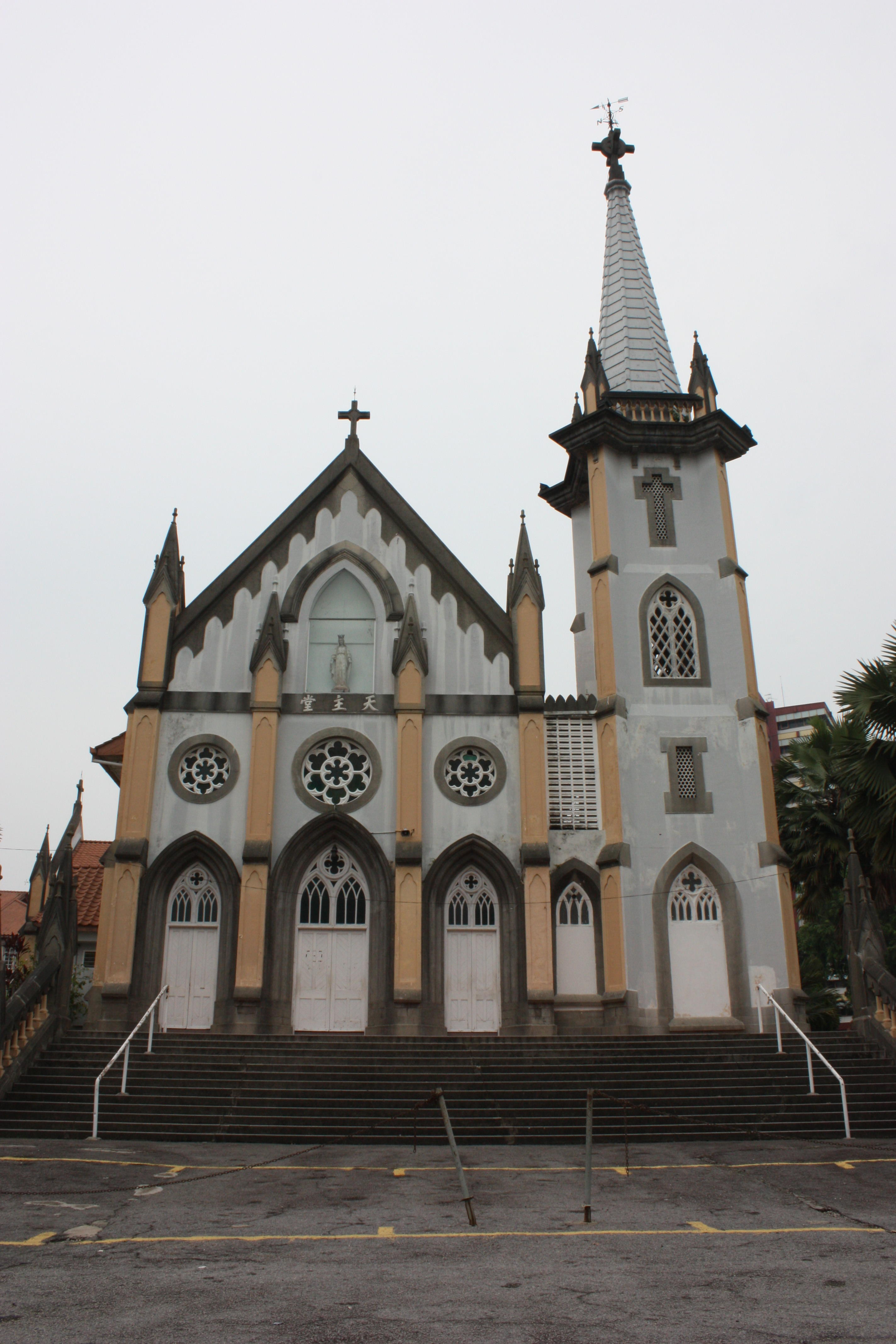
Church of the Visitation Seremban.
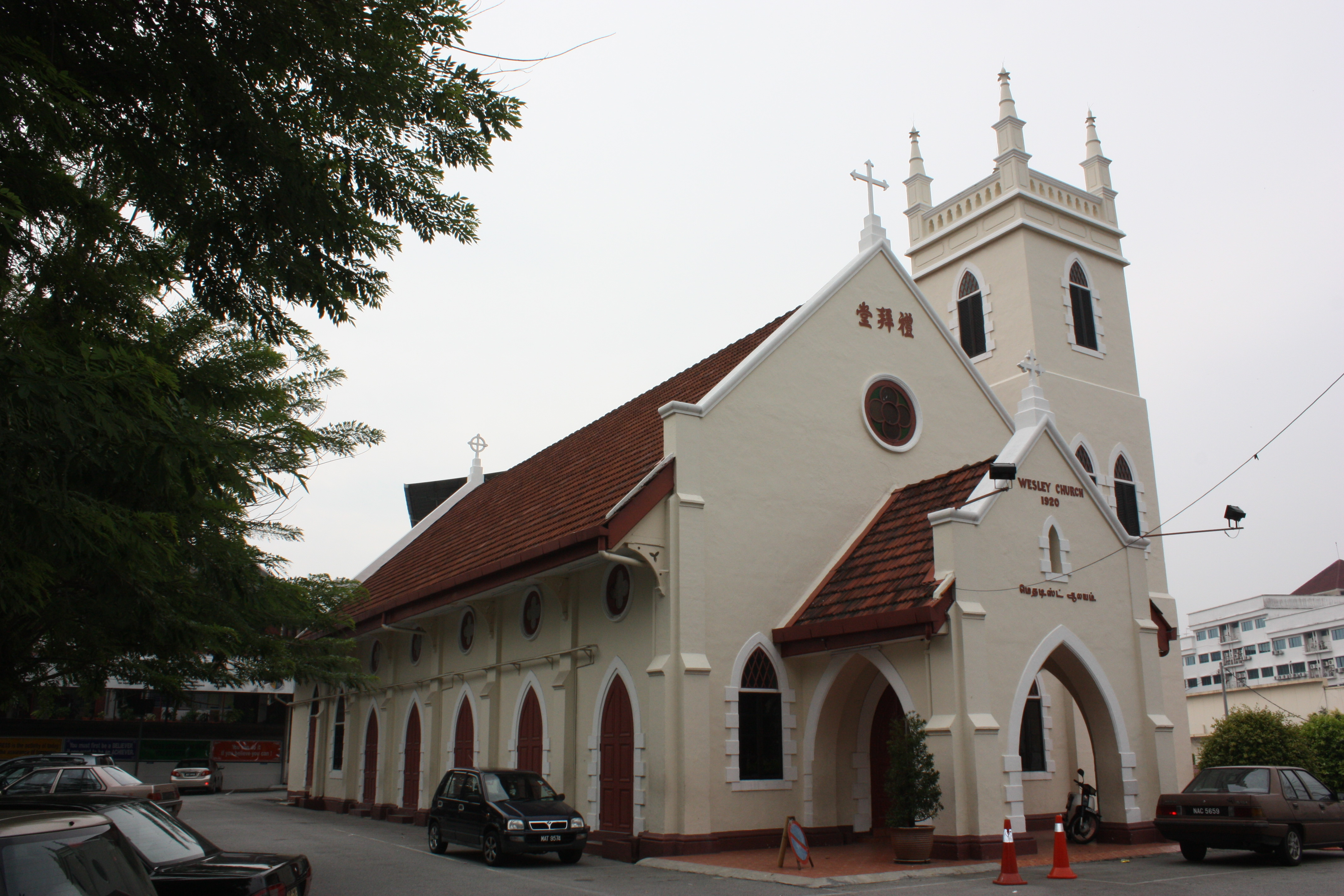
Wesley Church Seremban
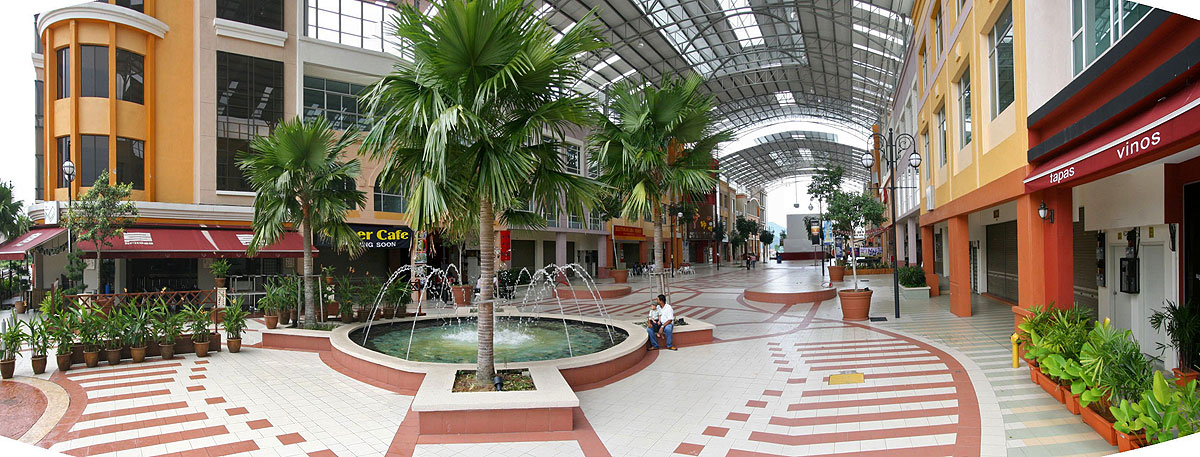
Крытая аллея в торговом центре Era square